# Домингес, Патрис
Патрис Домингес (фр. Patrice Dominguez; 12 января 1950, Алжир — 12 апреля 2015, Париж) — французский профессиональный теннисист, теннисный тренер, администратор и комментатор. Двукратный финалист Открытого чемпионата Франции в миксте, победитель семи турниров Гран-при и WCT в мужском парном разряде, игрок, а затем капитан сборной Франции в Кубке Дэвиса.

## Игровая карьера
Патрис Домингес, уроженец Алжира, был одним из лидеров французского тенниса в 1970-е годы, занимая первую строчку в национальной иерархии в 1976 и 1978 годах. Он представлял Францию в Кубке Дэвиса с 1971 по 1979 год, проведя за это время в составе национальной сборной 24 игры в 11 матчах и одержав 10 побед из 14 в одиночном и 5 из 10 в парном разряде. Лучшего результата в эти годы французы достигли в 1977 году, когда вышли в межзональный плей-офф, но уступили там итальянцам.
В мировом рейтинге лучшей позицией Домингеса в одиночном разряде была 34-я, на которую он поднялся осенью 1973 года. Этого результата он добился после того, как за сезон побывал в третьем круге Открытых чемпионатов Австралии и Франции, а также вышел в финал травяного турнира в Истбурне. Помимо Истбурна, он ещё трижды играл в финалах турниров профессиональных туров в 1970-е годы, хотя ни одного титула не завоевал. Трижды Домингес играл в четвёртом круге турниров Большого шлема в одиночном разряде — в 1971 и 1977 годах во Франции и в 1974 году на Уимблдоне.
В парном разряде Домингес добился больших успехов. На его счету в период с 1974 по 1979 год семь титулов в турнирах Гран-при и WCT, в том числе в конце 1974 года — в престижном Открытом чемпионате Парижа. В 1976 году со своим постоянным партнёром Франсуа Жоффре Домингес вышел в полуфинал Открытого чемпионата Франции, где французская пара уступила посеянным под вторым номером Брайану Готтфриду и Раулю Рамиресу. Однако и это достижение было не высшим в карьере Домингеса: дважды — в 1973 и 1978 годах — он становился финалистом Открытого чемпионата Франции в миксте, где его партнёршей в первом случае была нидерландская теннисистка Бетти Стове, а во втором румынка Вирджиния Рузичи. Свои последние матчи в профессиональных турнирах Домингес, известный как «Мсье 100 000 вольт», провёл в 1981 году.

## Финалы турниров в «Открытую эру»
| Результат | №  | Дата           | Турнир                  | Покрытие | Соперник в финале   | Счёт в финале   |
| --------- | -- | -------------- | ----------------------- | -------- | ------------------- | --------------- |
| Поражение | 1. | 10 января 1972 | Сидней, Австралия       | Хард     | Александр Метревели | 4-6 4-6 6-3 1-6 |
| Поражение | 2. | 25 июня 1973   | Истбурн, Великобритания | Трава    | Марк Кокс           | 2-6 6-2 3-6     |
| Поражение | 3. | 22 мая 1978    | Флоренция, Италия       | Грунт    | Хосе-Луис Клерк     | 4-6 2-6 1-6     |
| Поражение | 4. | 18 июня 1979   | Западный Берлин         | Грунт    | Питер Макнамара     | 4-6 0-6 7-6 2-6 |

| Результат | №  | Дата             | Турнир                               | Покрытие | Партнёр        | Соперники в финале                  | Счёт в финале   |
| --------- | -- | ---------------- | ------------------------------------ | -------- | -------------- | ----------------------------------- | --------------- |
| Победа    | 1. | 13 октября 1974  | Мадрид, Испания                      | Грунт    | Антонио Муньос | Брайан Готтфрид Рауль Рамирес       | 6-1 6-3         |
| Победа    | 2. | 28 октября 1974  | Париж, Франция                       | Хард(i)  | Франсуа Жоффре | Брайан Готтфрид Рауль Рамирес       | 7-5 6-4         |
| Поражение | 1. | 21 апреля 1975   | Стокгольм, Швеция                    | Ковёр(i) | Ким Уорик      | Том Оккер Артур Эш                  | 3-6 6-73        |
| Поражение | 2. | 14 июля 1975     | Открытый чемпионат Австрии, Кицбюэль | Грунт    | Франсуа Жоффре | Паоло Бертолуччи Адриано Панатта    | 2-6 2-6 6-7     |
| Победа    | 3. | 5 апреля 1976    | Ницца, Франция                       | Грунт    | Франсуа Жоффре | Карл Майлер Войтек Фибак            | 6-4 3-6 6-3     |
| Победа    | 4. | 11 апреля 1977   | Мурсия, Испания                      | Грунт    | Франсуа Жоффре | Ганс Гильдемайстер Патрисио Корнехо | 7-5 6-2         |
| Поражение | 3. | 26 сентября 1977 | Экс-ан-Прованс, Франция              | Грунт    | Рольф Норберг  | Илие Настасе Ион Цириак             | 6-1 5-7 3-6 3-6 |
| Победа    | 5. | 17 апреля 1978   | Ницца (2)                            | Грунт    | Франсуа Жоффре | Ян Кодеш Томаш Шмид                 | 6-4 6-0         |
| Победа    | 6. | 19 февраля 1979  | Линц, Австрия                        | Хард(i)  | Жиль Мореттон  | Сабольч Барани Петер Сёке           | 6-1 6-4         |
| Победа    | 7. | 1 октября 1979   | Бордо, Франция                       | Грунт    | Дени Нажелен   | Иван Молина Бернар Фриц             | 6-4 6-4         |

| Результат | №  | Год  | Турнир                            | Покрытие | Партнёрша        | Соперники в финале              | Счёт в финале |
| --------- | -- | ---- | --------------------------------- | -------- | ---------------- | ------------------------------- | ------------- |
| Поражение | 1. | 1973 | Открытый чемпионат Франции, Париж | Грунт    | Бетти Стове      | Франсуаза Дюрр Жан-Клод Барклай | 1-6 4-6       |
| Поражение | 2. | 1978 | Открытый чемпионат Франции (2)    | Грунт    | Вирджиния Рузичи | Рената Томанова Павел Сложил    | 6-7 — отказ   |

## Дальнейшая карьера
Уже за три года до окончания выступлений Домингес начал карьеру тренера. Он тренировал звёзд французского тенниса следующих поколений — Анри Леконта (четвёртую ракетку мира и финалиста Открытого чемпионата Франции) и Фабриса Санторо, а в 1990 году занял пост капитана сборной Франции в Кубке Дэвиса. Другим аспектом его деятельности был административный. Он представлял игроков как агент, был директором ряда турниров, включая турнир Мастерс в Монте-Карло (с 2000 по 2004 год), соревнования в Антверпене, Тулузе, Мозеле, Биаррице и Монпелье, а с 1994 по 1996 и снова с 2005 по 2009 год был национальным техническим директором Федерации тенниса Франции.
Домингес также занимался спортивной журналистикой. На французском канале La 5 он возглавлял спортивный отдел, а в дальнейшем был спортивным консультантом France Télévisions, Europe 1 и Radio Monte-Carlo, сотрудничая также с ведущей французской спортивной газетой L’Équipe.
Был женат на французской телеведущей, писательнице и фотомодели Сандрин Домингез, наиболее известной как ведущая телеигры «Форт Боярд». От нее у Патриса было двое детей — Леа (1988 года рождения) и Лео (1990 года рождения). Он умер в 2015 году в возрасте 65 лет в парижской больнице «Сальпетриер» после продолжительной болезни.